# Duparquetia
Duparquetia — монотипный род тропических лиан подсемейства Цезальпиниевые (Caesalpinioideae) семейства Бобовые (Fabaceae).
Duparquetia orchidacea (лат.) — единственный вид рода, распространён в юго-западных районах Африки от Нигерии и Габона до Анголы.

## Название
Род и вид не имеют хоть сколько-нибудь распространённых русских названий.
Синоним:
- Oligostemon Benth.

## Ботаническое описание
Цветок с пятью лепестками и пятью тычинками. Чашечка зигоморфная четырехлистная.